# トリプル!WONDERLAND
「トリプル!WONDERLAND」（トリプル ワンダーランド）は、Negiccoのシングル。2014年4月16日にT-Palette Recordsから発売された。

## 解説
作詞・作曲・編曲・プロデュースを矢野博康が担当。歌詞のテーマは「11年目の『恋するねぎっ娘』」。
Kaedeは楽曲について「大好きな曲調なのでうれしかった。今年（2014年）一発目の曲としてすごく気持ちが入れやすい曲だなって」。Meguは「楽しいしカッコいいし、Negiccoらしいし。矢野さんはドラムをやられているからなのか、ドラムとベースが本当にカッコよくて」。この楽曲はconnie曰く「Negicco史上一番難しい曲」であり、Nao☆は「リズムの取り方だったり、細かいところがハイレベル」、Meguは「歌い終わったときは、大丈夫かこれ…って思ったけど、出来上がったものを聴いたらすごくよくって、こんなにカッコよくなるんだ」と話している。

## リリース
通常盤、初回限定盤A・B・C、7インチシングルレコード、ライブチケット付きCD（4種）の計9種でのリリースとなった。

## 収録曲
※ライブチケット付限定盤は表題曲のみ収録。
1. トリプル!WONDERLAND
作詞・作曲：矢野博康、編曲：矢野博康
2. ライフ・イズ・キャンディ・トラベル
作詞・作曲：connie、編曲：奇妙礼太郎トラベルスイング楽団
  - 演奏は奇妙礼太郎トラベルスイング楽団。歌詞中の「ラビーズの丘」はプリキュアシリーズの「ラビーズ」から。Meguはレコーディング前にタリーズコーヒーへ行っていたため、何度も「タリーズの丘」と歌い間違えたという。Meguが歌いだしのパート、KaedeがBパートを歌うことは初めてだが、この歌割りの理由はキーが合うメンバーを当てただけだという[3]。
3. トリプル!WONDERLAND (inst)
4. ライフ・イズ・キャンディ・トラベル (inst)

### 初回限定盤C付属CD
1. 新しい恋のうた (PR0P0SE remix)
  - PR0P0SE（オノマトペ大臣、thamesbeat）によるリミックス。
2. さよならMusic (Seiho remix)
  - Seihoによるリミックス。

### 初回限定盤付属DVD

#### 初回限定盤A
1. トリプル!WONDERLAND (Music Video)
2. トリプル!WONDERLAND (MVメイキング映像) [Bonus Video]

#### 初回限定盤B
- 「T-Palette Records感謝祭2013」LIVE映像

1. さよならMusic
2. イミシン☆かもだけど
3. アイドルばかり聴かないで
4. ネガティヴ・ガールズ!
5. 圧倒的なスタイル
6. ときめきのヘッドライナー

### 7インチシングル

#### SIDE A
1. トリプル!WONDERLAND

#### SIDE B
1. ライフ・イズ・キャンディ・トラベル